# Govern Iatseniuk

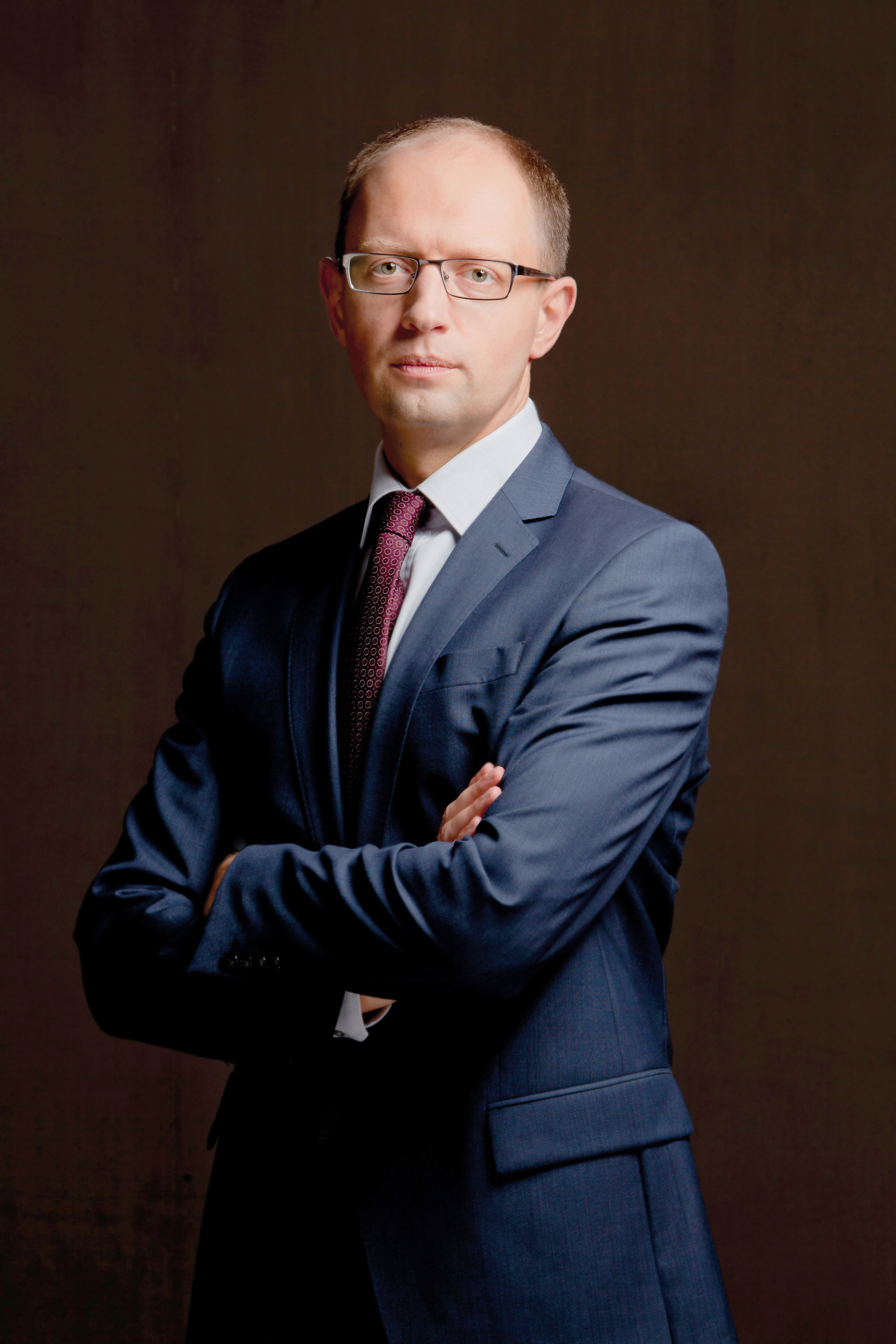
Primer ministre Arseni Iatseniuk

El govern Iatseniuk va ser el govern d'Ucraïna format al febrer de 2014 després de la revolució ucraïnesa, liderat per Arseni Iatseniuk i presidit per Oleksandr Turtxinov fins a juny de 2014, i per Petrò Poroixenko després.

## Rerefons
A la fi de 2013 van començar les protestes antigovernamentals conegudes com a EuroMaidan, que van culminar el 21 de febrer de 2014 amb la destitució del President Víktor Ianukòvitx i la formació d'un nou govern. El 26 de febrer, el govern es va presentar a la Plaça de la Independència de Kíev. El gabinet va ser ratificat en la Rada Suprema el 27 de febrer. No va haver-hi càrrecs al govern per al partit UDAR, liderat per un dels líders del EuroMaidan, Vitali Klitxkò, ja que el partit va preferir no participar en el nou govern.
En el seu primer dia 250 diputats es van inscriure per unir-se a la coalició, incloent els partits de Pàtria, UDAR, Llibertat, els grups parlamentaris Desenvolupament Econòmic i Ucraïna Europea Sobirana i altres diputats.
El govern de Iatseniuk ha declarat que no té intencions de convertir a Ucraïna en membre de l'OTAN.

## Composició
| ← Govern de Iatseniuk                                                                                       |                                    |                                    |                                    |                                    |        |
| Càrrec | Titular                            | Titular                            | Inici                              | Fi                                 | Partit |
| Primer ministre                                                                                             | Arseni Iatseniuk                   | 27 de febrer de 2014               | -                                  | Batkivshchyna                      |        |
| Viceprimer ministre (Compliment de la llei)                                                                 | Vitali Iarema                      | 27 de febrer de 2014               | 19 de juny de 2014                 | Independent                        |        |
| Viceprimer ministre (Compliment de la llei)                                                                 | Vacant                             | 19 de juny de 2014                 | -                                  | Independent                        |        |
| Viceprimer ministre (Política humanitària)                                                                  | Oleksandr Sitx                     | 27 de febrer de 2014               | -                                  | Svoboda                            |        |
| Viceprimer ministre (Política regional)Ministre de Desenvolupament Regional, Construcció i Vida Comunitària | Volodimir Groisman                 | 27 de febrer de 2014               | -                                  | Independent                        |        |
| Ministre de Justícia                                                                                        | Pavlò Petrenko                     | 27 de febrer de 2014               | -                                  | Batkivshchyna                      |        |
| Ministre d'Afers exteriors                                                                                  | Andrii Deixitsa (en funcions)      | 27 de febrer de 2014               | 19 de juny de 2014                 | Independent                        |        |
| Ministre d'Afers exteriors                                                                                  | Pavlò Klimkin                      | 19 de juny de 2014                 | -                                  | Independent                        |        |
| Ministre de Finances                                                                                        | Oleksandr Xlapak                   | 27 de febrer de 2014               | -                                  | Independent                        |        |
| Ministre de Política Social                                                                                 | Liudmila Denisova                  | 27 de febrer de 2014               | -                                  | Batkivshchyna                      |        |
| Ministre de Sanitat                                                                                         | Oleg Musi                          | 27 de febrer de 2014               | -                                  | Independent                        |        |
| Ministre de Desenvolupament Econòmic i Comerç                                                               | Pavlò Xeremeta                     | 27 de febrer de 2014               | -                                  | Independent                        |        |
| Ministre d'Educació i Ciència                                                                               | Serguei Kvit                       | 27 de febrer de 2014               | -                                  | Independent                        |        |
| Ministre de Cultura                                                                                         | Ievhen Nixuk                       | 27 de febrer de 2014               | -                                  | Independent                        |        |
| Ministre de Defensa                                                                                         | Ihor Teniukh (en funcions)         | 27 de febrer de 2014               | 25 de març de 2014                 | Svoboda                            |        |
| Ministre de Defensa                                                                                         | Mikhailo Koval (en funcions)       | 25 de març de 2014                 | 3 de juliol de 2014                | Independent                        |        |
| Ministre de Defensa                                                                                         | Valeri Heletei                     | 3 de juliol de 2014                | -                                  | Independent                        |        |
| Ministre d'Assumptes Interns                                                                                | Arsen Avakov                       | 27 de febrer de 2014               | -                                  | Batkivshchyna                      |        |
| Ministre de Política Agrària i Alimentació                                                                  | Igor Xvaika                        | 27 de febrer de 2014               | -                                  | Svoboda                            |        |
| Ministre de Combustibles i Energia                                                                          | Iuri Prodan                        | 27 de febrer de 2014               | -                                  | Independent                        |        |
| Ministre d'Ecologia i Recursos Naturals                                                                     | Andri Mokhnik                      | 27 de febrer de 2014               | -                                  | Svoboda                            |        |
| Ministre d'Infraestructura                                                                                  | Maksim Burbak                      | 27 de febrer de 2014               | -                                  | Batkivshchyna                      |        |
| Ministre de Joventut i Esports                                                                              | Dmitrò Bulatov                     | 27 de febrer de 2014               | -                                  | Independent                        |        |
| Ministre del Gabinet de Ministres                                                                           | Ostap Semerak                      | 27 de febrer de 2014               | -                                  | Batkivshchyna                      |        |
| Ministre d'ingressos i impostos                                                                             | Càrrec dissolt l'1 de març de 2014 | Càrrec dissolt l'1 de març de 2014 | Càrrec dissolt l'1 de març de 2014 | Càrrec dissolt l'1 de març de 2014 |        |
| Ministre de Política Industrial                                                                             | Càrrec reorganitzat                | Càrrec reorganitzat                | Càrrec reorganitzat                | Càrrec reorganitzat                |        |

## Resposta internacional
Gran part de la comunitat internacional ha reconegut el govern, incloent la Canceller alemanya Angela Merkel, el Primer ministre letò Laimdota Straujuma, el President belarús Alexandr Lukaixenko, i el Primer ministre lituà Algirdas Butkevičius, que van felicitar a Iatseniuk per la seva designació com a primer ministre interí el 27 de febrer de 2014. El Vicepresident dels Estats Units Joe Biden li va dir a Iatseniuk aquest mateix dia que el seu govern interí tenia el complet suport dels Estats Units.
El 4 de març de 2014, el Secretari d'Estat dels Estats Units John Kerry va visitar Kíev, la capital d'Ucraïna i es va reunir amb Iatseniuk, seguit de membres de la Unió Europea que es van reunir amb membres del gabinet ucraïnès abans del Cim Europeu del 6 de març.
Rússia, no obstant això, va denunciar els fets que van portar al derrocament del govern anterior com un cop d'estat il·legítim i tant el Parlament de Crimea com el govern de Rússia van considerar il·legítim el Govern de Iatseniuk.
- [enllaç sense format] https://upload.wikimedia.org/wikipedia/commons/thumb/f/f3/Flag_of_Russia.svg/20px-Flag_of_Russia.svg.png– El Ministre rus d'Afers exteriors Serguei Lavrov va qualificar al nou gabinet ucraïnès de «govern dels vencedors, que conté representants d'extremistes nacionalistes».[28]